# Izraelská hokejová reprezentace

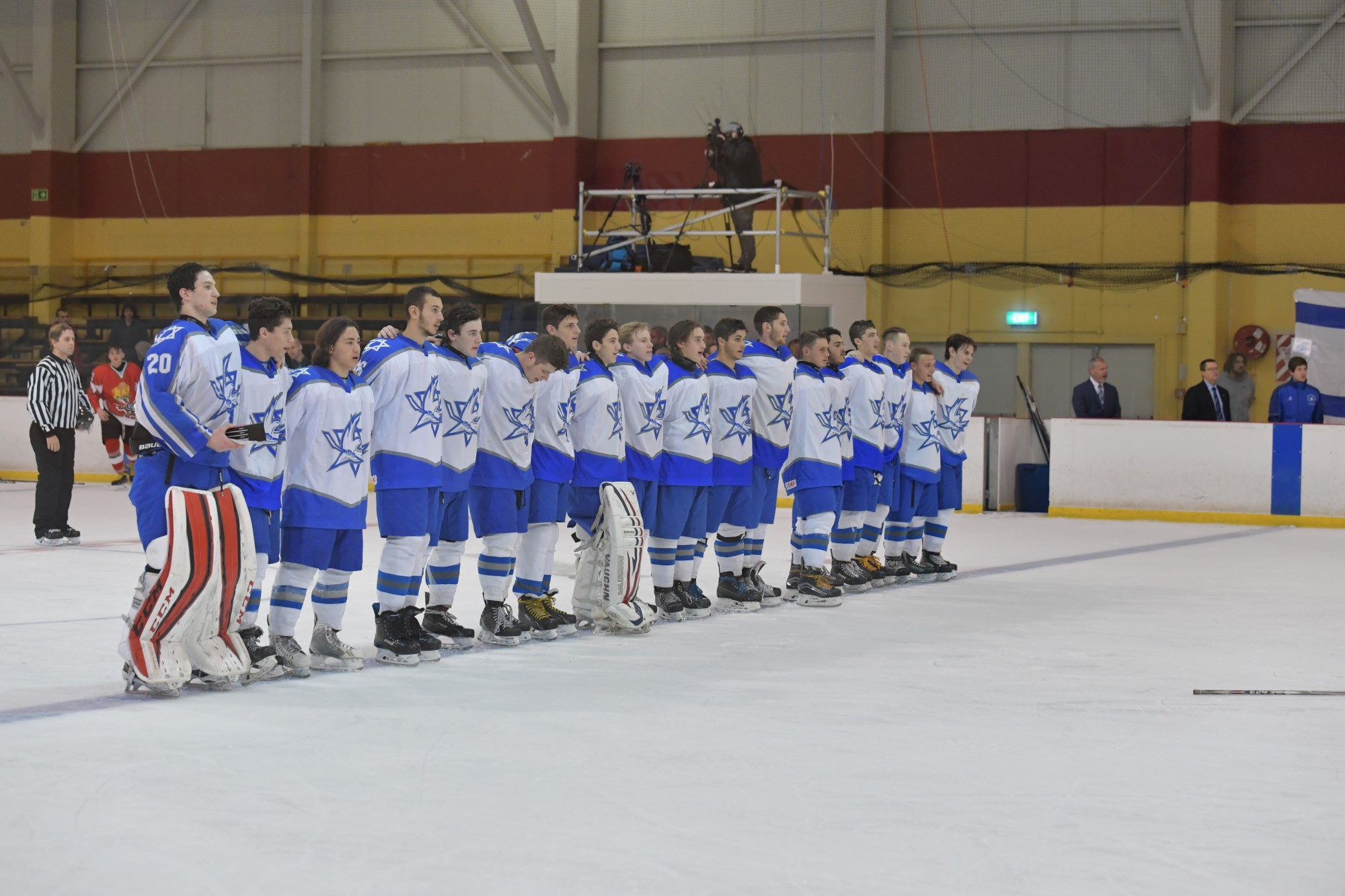
IIHF U20 Div 3 2017 Izrael vs. Bulharsko

Izraelský národní hokejový tým je hokejová reprezentace Izraele. V současné době je na 34. místě v žebříčku Mezinárodní hokejové federace. Největším úspěchem mužstva byl postup do Divize I v roce 2005. V roce 2006 však opět sestoupili do Divize II.
Izraelská reprezentace nikdy nehrála s českou reprezentací. V roce 2016 se uskutečnilo v Holonu utkání národních týmů veteránů.

## Mistrovství světa v ledním hokeji
- divize D1
- divize D2
- divize D3
- Legenda: červené podbarvení - sestup, zelené podbarvení - postup, fialové podbarvení - reorganizace, změna skupiny či soutěže

| Rok          | Místo turnaje       | Umístění                         |
| ------------ | ------------------- | -------------------------------- |
| MS – 2001 D2 | Rumunsko            | Stříbrná medaile                 |
| MS – 2002 D2 | Jižní Afrika        | Bronzová medaile                 |
| MS – 2003 D2 | Bulharsko           | 5. místo                         |
| MS – 2004 D2 | Španělsko           | 5. místo                         |
| MS – 2005 D2 | Srbsko a Černá Hora | Zlatá medaile                    |
| MS – 2006 D1 | Francie             | 6. místo (sestup)                |
| MS – 2007 D2 | Jižní Korea         | Bronzová medaile                 |
| MS – 2008 D2 | Rumunsko            | 4. místo                         |
| MS – 2009 D2 | Srbsko              | 5. místo                         |
| MS – 2010 D2 | Estonsko            | 6. místo (sestup)                |
| MS – 2011 D3 | Jižní Afrika        | místo (postup)                   |
| MS – 2012 D2 | Bulharsko           | 5. místo                         |
| MS – 2013 D2 | Turecko             | Zlatá medaile                    |
| MS – 2014 D2 | Srbsko              | 6. místo (sestup)                |
| MS – 2015 D2 | Jižní Afrika        | 5. místo                         |
| MS – 2016 D2 | Mexiko              | Bronzová medaile                 |
| MS – 2017 D2 | Nový Zéland         | Bronzová medaile                 |
| MS – 2018 D2 | Španělsko           | Bronzová medaile                 |
| MS – 2019 D2 | Mexiko              | Zlatá medaile                    |
| MS – 2020 D2 | Chorvatsko a Island | Zrušeno kvůli pandemii covidu-19 |
| MS – 2021 D2 | Čína a Island       | Zrušeno kvůli pandemii covidu-19 |
| MS – 2022 D2 | Chorvatsko a Island | 5. místo                         |
| MS – 2023 D2 | Španělsko a Turecko | 5.místo                          |
| MS – 2024 D2 | Srbsko              | 5.místo                          |
| MS – 2025 D2 | Austrálie           | 6. místo (sestup)                |